# Evaristo Ciria Sanz
Evaristo Ciria Sanz (Calataiud, 1802 - 1875) va ser un cantant, compositor, professor i músic espanyol del segle XIX.
A l'edat de 14 anys va començar els seus estudis amb el mestre Bastida a la col·legiata de Santa Maria. Quatre anys després va ser contralt a la capella de Santa Maria de Calataiud. L'any 1828, després d'haver completat estudis de teologia, va opositar per obtenir una plaça com a contralt a la Real Capella de Madrid. Tot i que no va ser admès, la priora del monestir de l'Encarnació de Madrid li va oferir una plaça en el seu monestir, on va residir i treballar fins a la finalització del mandat de la priora. Posteriorment es va dedicar a la docència de solfeig i de cant en el Col·legi Nostra Senyora del Loreto.
Sanz va desenvolupar una àmplia activitat com a compositor, especialment en la música sacra, amb obres que inclouen oficis, misses de difunts, salms i villancets. També es va dedicar a la construcció d’instruments.

## Obres

### Cor i acompanyament
- Domare Cordis, Ps, 4V, E
- El Asedio de Tetuán, H, ar, P (SR)
- Himno a Santa Isabel, 4V, E
- Los Pastores/ Villancico al Niño Jesús. 1V, Hrm
- La Gitanilla/ Villancico al Niño Jesús. 1V, Hrm

### Veu i acompanyament
- Canto del ángel, V, p u Org
- Cuenta cuenta pastorcito. Vill, V, p u Org
- La súplica. Vill, V, p

### Cor
- Lamentación 1a del Jueves Santo. Ti I/II/III
- Lamentación 3a del Jueves Santo. Ti I[1]